# Florian Thauvin
Florian Thauvin (Orléans, 1993. január 26. –) világbajnok francia válogatott labdarúgó, a francia Lens játékosa.

## Pályafutása

### Klubcsapatokban

#### A kezdetek
Florian Thauvin Orléans városában született, Franciaországban 1993. január 26-án. 2008-ban került a Grenoble ifijúsági csapatába, ahol 2011. március 11-én bemutatkozott a klub felnőttjei között a francia másodosztályban (Ligue 2) a Vannes elleni 1–1-es döntetlen alkalmával. 2011 júliusában kiestek a CFA 2-be.

#### Bastia
2011. július 19-én aláírta első profi szerződését a Bastiával. 2012. október 28-án megszerezte első találatát a Bordeaux elleni 3–1-es győzelemmel záródó meccsen. Az évad végén bajnoki címet ünnepelhettek a Ligue 2-ben.
2013. január 29-én az élvonalbeli Lille OSC négy és fél éves szerződést kötött vele 3,5 millió eurós vételi árral. A megállapodás részeként a 2012–13-as kiírás végéig maradt Korzikán. Ebben az idényben Thauvint megválasztották lett a "Ligue 1 legjobb fiatal játékosának".

#### Marseille
2013. szeptember 3-án több hétig tartó tárgyalássorozat után megegyezett az Olympique de Marseille együttesével egy ötéves kontraktusról. Érdekesség, hogy emiatt is egyszer sem lépett pályára a Lille gárdájában.
2015. január 4-én ő volt az egyetlen, aki büntetőt vétett korábbi csapata, a negyedosztályú Grenoble Foot ellen a francia kupában, aminek következtében a Marseille kiesett. Két szezon alatt összesen 81 alkalommal pályára lépve 15 gólt lőtt az ellenfelek kapujába.

#### Newcastle United
2015. augusztus 19-én csatlakozott az angol Premier League-ben szereplő Newcastle Unitedhez, amely egyesület 15 millió fontot fizetett érte és kölcsönadta Rémy Cabellát a francia kikötővárosba. Thauvin 5 éves megállapodást írt alá. Három nappal később debütált csereként a 69. percben a Manchester United ellen döntetlenre végződő találkozón az Old Traffordon. Augusztus 25-én először kezdett hazai pályán az angol ligakupában a Northampton Town ellen, ahol egy gólt és három gólpasszt jegyzett.
Több kritikát is kapott a Newcastle egyik legeredményesebb játékosától, Alan Shearertől. Thauvin egyszer azt nyilatkozta, hogy a kritikák befolyásolják a teljesítményét.

#### Visszatérés – Marseille
2016. január 31-én a Newcastle bejelentette, hogy egy évre visszakölcsönzik Thauvint a Marseille-be. Február 2-án visszatérését követően pár perccel a becserélése után kiállították egy szabálytalanság miatt a Montpellier ellen. Április 20-án ő szerezte az egyetlen gólt a Sochaux ellen a 49. percben, amivel a 2016-os francia kupa döntőjébe juttatta a Marseille-t. Ott ugyan gólt lőtt, de 4–2 arányban alulmaradtak a Paris Saint-Germain ellen.
2016. augusztus 4-én aláírta második kölcsönszerződését, melybe a Newcastle rögzített egy záradékot, ami lehetővé tette a Marseille-nek, hogy végleg visszaigazolják. 2016 novemberében hivatalosan is bejelentésre került, hogy 2017 nyarán aktiválják ezt a lehetőséget és 9,8 millió fontot fizetnek az angol klubnak.
2017. január 8-án először kapta meg a csapatkapitányi karszalagot ellen a Toulouse ellen a kupában, ahol 2–1-re győzedelmeskedtek. Március 10-én duplázni tudott az Angers elleni 3–0-s sikerben. Ugyanebben a hónapban megválasztották az "UNFP hónap játékosának". Április 30-án megszerezte profi pályafutása első mesterhármasát, valamint Maxime Lopez két gólja közül az egyikben asszisztált, így 5–1-es sikert arattak a Caen ellen.
2018. február 2-án ismét három gólt jegyzett a Metz elleni 6–3-as győzelem során. Novemberben és februárban ismét begyűjtötte a hónap játékosának járó trófeákat. A 2017–18-as szezonban 22 találattal a góllövőlista második pozíciójában zárt a PSG-s Edinson Cavani mögött. Az Európa-ligában négy góllal járult hozzá a döntőhöz, amelyet aztán elveszítettek a spanyol Atlético Madrid ellen.
2018–19-ben 33 mérkőzésen 16 góllal zárt, amivel a negyedik legeredményesebb lett a bajnokságban, csapata ugyanakkor az 5. helyen végzett, amivel lemaradtak az európai kupasorozatokról. 2019 áprilisában sérülés miatt le kellett hozni a pályáról a Guingamp ellen. Később kiderült, hogy súlyos bokasérülést szenvedett, ami miatt műteni kellett. 2020. szeptember 13-án az egyetlen gólt ő szerezte a PSG ellen, amivel a Marseille 2011 novembere óta nyert a Le Classique-ben.

#### Tigres UANL
2021 nyarán lejárt a szerződése a Marseille csapatában és nem hosszabbítottak a felek. Európából érdeklődött utána többek között a német Bayer Leverkusen és az olasz AC Milan. Még 2021. május 7-én a mexikói Tigres UANL a hivatalos oldalán jelentette be leigazolását, ahol korábbi klubtársa, André-Pierre Gignac is játszik. Augusztus 7-én mutatkozott be a mexikói élvonalban Santos Laguna ellen, ahol a 35. percben piros lapot kapott.

#### Udinese
2023. január 31-én két és félévre aláírt az olasz Udinese csapatához.

#### Lens
2025. augusztus 8-án hároméves szerződést kötött a Lens csapatával.

### A válogatottban
Thauvin sokszoros francia korosztályos válogatott. 2017. március 25-én kapott először meghívót a felnőttek közé a 2018-as világbajnoki selejtezőkre Luxemburg és Spanyolország ellen, de egyiken sem kapott játéklehetőséget. Végül 2017. június 2-án mutatkozott be csereként a 80. percben, Antoine Griezmann helyetteseként egy 5–0-s barátságos találkozón Paraguay ellen.
Beválasztották a 23 fős 2018-as oroszországi világbajnokságra utazó keretbe, ahol összesen csupán 1 percet volt a pályán. A Didier Deschamps által vezetett Les Bleus megnyerte a tornát, a döntőben 4–2-re ütötték ki Horvátországot.
2019. június 11-én először talált be a nemzeti csapatban egy Andorra elleni, 2020-as Európa-bajnoki selejtezőn.

## Statisztikái

### Klubcsapatokban
| Klub                   | Szezon           | Liga             | Liga  | Liga  | Kupa  | Kupa  | Ligakupa | Ligakupa | Világ | Világ | Egyéb | Egyéb | Összesen | Összesen |
| Klub                   | Szezon           | Bajnokság        | Mérk. | Gólok | Mérk. | Gólok | Mérk.    | Gólok    | Mérk. | Gólok | Mérk. | Gólok | Mérk.    | Gólok    |
| ---------------------- | ---------------- | ---------------- | ----- | ----- | ----- | ----- | -------- | -------- | ----- | ----- | ----- | ----- | -------- | -------- |
| Grenoble               | 2010–2011        | Ligue 2          | 3     | 0     | 0     | 0     | 0        | 0        | —     | —     | —     | —     | 3        | 0        |
| Grenoble               | Összesen         | Összesen         | 3     | 0     | 0     | 0     | 0        | 0        | —     | —     | —     | —     | 3        | 0        |
| Bastia                 | 2011–2012        | Ligue 2          | 13    | 0     | 2     | 0     | 0        | 0        | —     | —     | —     | —     | 15       | 0        |
| Bastia                 | 2012–2013        | Ligue 1          | 32    | 10    | 1     | 0     | 2        | 0        | —     | —     | —     | —     | 35       | 10       |
| Bastia                 | Összesen         | Összesen         | 45    | 10    | 3     | 0     | 2        | 0        | —     | —     | —     | —     | 50       | 10       |
| Marseille              | 2013–2014        | Ligue 1          | 31    | 8     | 2     | 1     | 2        | 0        | 6     | 1     | —     | —     | 41       | 10       |
| Marseille              | 2014–2015        | Ligue 1          | 36    | 5     | 1     | 0     | 1        | 0        | —     | —     | —     | —     | 38       | 5        |
| Marseille              | 2015–2016        | Ligue 1          | 2     | 0     | 0     | 0     | 0        | 0        | —     | —     | —     | —     | 2        | 0        |
| Marseille              | Összesen         | Összesen         | 69    | 13    | 3     | 1     | 3        | 0        | 6     | 1     | —     | —     | 81       | 15       |
| Newcastle United       | 2015–2016        | Premier League   | 13    | 0     | 1     | 0     | 2        | 1        | —     | —     | —     | —     | 16       | 1        |
| Newcastle United       | Összesen         | Összesen         | 13    | 0     | 1     | 0     | 2        | 1        | —     | —     | —     | —     | 16       | 1        |
| Marseille (kölcsönben) | 2015–2016        | Ligue 1          | 14    | 2     | 4     | 2     | —        | —        | 2     | 0     | —     | —     | 20       | 4        |
| Marseille (kölcsönben) | 2016–2017        | Ligue 1          | 38    | 15    | 3     | 0     | 2        | 0        | —     | —     | —     | —     | 43       | 15       |
| Marseille              | 2017–2018        | Ligue 1          | 35    | 22    | 3     | 0     | 1        | 0        | 15    | 4     | —     | —     | 54       | 26       |
| Marseille              | 2018–2019        | Ligue 1          | 33    | 16    | 1     | 0     | 0        | 0        | 3     | 2     | —     | —     | 37       | 18       |
| Marseille              | 2019–2020        | Ligue 1          | 2     | 0     | 0     | 0     | 0        | 0        | —     | —     | —     | —     | 2        | 0        |
| Marseille              | 2020–2021        | Ligue 1          | 36    | 8     | 1     | 0     | —        | —        | 6     | 0     | 1     | 0     | 44       | 8        |
| Marseille              | Összesen         | Összesen         | 158   | 63    | 12    | 2     | 3        | 0        | 26    | 6     | 1     | 0     | 200      | 71       |
| Tigres UANL            | 2021–2022        | Liga MX          | 28    | 5     | —     | —     | —        | —        | —     | —     | 1     | 0     | 29       | 5        |
| Tigres UANL            | 2022–2023        | Liga MX          | 10    | 3     | —     | —     | —        | —        | —     | —     | —     | —     | 10       | 3        |
| Tigres UANL            | Összesen         | Összesen         | 38    | 8     | —     | —     | —        | —        | —     | —     | 1     | 0     | 39       | 8        |
| Udinese                | 2022–2023        | Serie A          | 15    | 0     | —     | —     | —        | —        | —     | —     | —     | —     | 15       | 0        |
| Karrier összesen       | Karrier összesen | Karrier összesen | 341   | 94    | 19    | 3     | 10       | 1        | 32    | 7     | 2     | 0     | 404      | 105      |

### A válogatottban
2019. június 11-én frissítve.
| Nemzet        | Év       | Mérkőzés | Gól |
| ------------- | -------- | -------- | --- |
| Franciaország | 2017     | 2        | 0   |
| Franciaország | 2018     | 5        | 0   |
| Franciaország | 2019     | 3        | 1   |
| Összesen      | Összesen | 10       | 1   |

## Sikerei, díjai

### Klubcsapatokban
Bastia
- Francia másodosztály: 2011–12[56]

Marseille
- Európa-liga döntős: 2017–18[59]

### A válogatottban
Franciaország U20
- U20-as Világbajnokság: 2013[60]

Franciaország
- Világbajnokság : 2018[61]

### Egyéni
- Ligue 1 – Az év fiatal játékosa: 2012–13
- Ligue 1 – A hónap játékosa: 2017 március, 2017 november, 2018 január